# PRISM (飛蘭のアルバム)
『PRISM』（プリズム）は、飛蘭のオリジナルアルバム。

## 概要
自身の3枚目のオリジナルアルバムとして2013年3月20日にLantisから発売された。リリースは前作『ALIVE』から約1年6ヶ月ぶりで、11thから14thを収録しているが、1月に発売された「God FATE」は収録されていない。本作は前2作までと異なり、全ての新曲の作詞・作曲・プロデュースを飛蘭自身が手掛けている。なお販売形態は全2作までと異なり通常盤のみとなっている。
タイトルの「PRISM」は、様々なジャンルの歌を伝える目的で付けたという。またディスクジャケットは、過去や今後の想いを反映したかったのでセピア色のキラキラしたイメージにしたという。

## 収録曲
1. prism flower [4:20] 
作詞・作曲：飛蘭、編曲：藤間仁（Elements Garden）
ライブを意識した曲で[5]、3rdアルバムの制作が決定する前から表題曲にするつもりで書き上げていたという[4]。
2. Blood teller [4:31] 
作詞：畑亜貴、作曲・編曲：中山真斗
テレビアニメ『未来日記』前期エンディングテーマ
3. 蒼穹の光 [4:25]
作詞：飛蘭、作曲・編曲：菊田大介（Elements Garden）
PS Vita・PS3・Xbox 360用ゲーム『BLAZBLUE CONTINUUM SHIFT EXTEND』オープニングテーマ
4. RED love [3:30]
作詞：飛蘭、作曲・編曲：中山真斗
テレビアニメ『未来日記』イメージソング
5. crime of love [5:12] 
作詞・作曲：飛蘭、編曲：藤間仁
6. WHITE justice [4:58]
作詞：飛蘭、作曲：上松範康（Elements Garden）、編曲：藤田淳平
テレビアニメ『機動戦士ガンダムAGE』キオ編エンディングテーマ
7. HAPPY END [4:43]
作詞：飛蘭、作曲：俊龍、編曲：鈴木マサキ
テレビアニメ『未来日記』Blu-ray / DVD収録未放映話オープニングテーマ
8. moment [4:01]
作詞・作曲：飛蘭、編曲：藤間仁
洋楽にアニソンを混ぜたようなダンサブルな曲。藤間と口論したこともあって他の曲よりも時間がかかったという[4]。なおレコーディングは専門学校時代のバンド仲間と行なっている[5]。
9. 創世のタナトス [4:29]
作詞：桑島由一、作曲・編曲：菊田大介
PCゲーム『グリザイアの迷宮』グランドエンディングテーマ
10. Realization [3:59]
作詞：飛蘭、作曲・編曲：Tatsh
テレビアニメ『はぐれ勇者の鬼畜美学』オープニングテーマ
11. Dead END [3:55]
作詞：渡邉美佳、作曲・編曲：藤田淳平
　テレビアニメ『未来日記』後期オープニングテーマ
12. RED decision [4:34]
作詞：飛蘭、作曲・編曲：藤間仁
PSP用ゲーム『機動戦士ガンダムAGE ユニバースアクセル／コズミックドライブ』オープニングテーマ
13. promise you... [6:45]
作詞・作曲：飛蘭、編曲：藤間仁